# 통일교육위원
통일교육위원(統一敎育委員)은 통일교육지원법에 근거하여 통일 교육에 전문성이 있는 자를 임명하는 형태의 통일부 장관 직속 위원으로 대통령이 직접 임명하거나 위촉하는 위원보다는 격이 약간 낮지만, 법률과 대통령령에 설치 근거가 있고 통일부 장관을 통해 대통령이 지휘하며 국내외에서 협의체를 구성하도록 허용하고 있는 점에서 대통령이 위촉 권한을 장관에게 포괄적으로 위임하여 위촉하므로 대통령이 임명하거나 위촉하는 위원에 준하여 대우한다.
임기는 2년으로 하되 무보수이고 협의체를 구성할 수 있도록 허용하며 관례상 민주평화통일자문회의 자문위원에 준하여 대우한다. 대게 민주평화통일자문회의 자문위원의 직무와 중첩되는 부분이 많아 겸직하는 경우가 많다. 또한 통일교육위원 중앙협의회 의장은 민주평화통일자문회의 수석부의장에 준해서 대우한다.
통일부에서 예산 지원을 받으며 국립통일교육원이 통일교육위원 중앙사무처 역할을 수행하고 각 지역에 설치된 통일교육센터가 지역사무처 역할을 수행한다. 통일 문제에 대해서는 협의체가 직접 대통령에게 건의하는 것을 관례적으로 허용하고 있으며 정부기관 혹은 이북5도청, 지방자치단체와도 적극적으로 협력한다. 이전 박근혜 정부에서는 통일준비위원회와도 긴밀히 관계를 맺었다. 최근에는 통일교육위원의 역할과 그 범위를 확대시키고 있는 추세이며 위원 숫자를 늘리고 기초자치단체까지 협의회를 만드는 것에 대해서 여야의 의견이 일치되어 깊게 논의되고 있다.

## 같이 보기
- 민주평화통일자문회의
- 통일준비위원회
- 통일부